# Lagardère (mini-série)
Pour les articles homonymes, voir Lagardère.
Lagardère est une mini-série française en six épisodes de 50 minutes, créée par Marcel Jullian d'après le roman Le Bossu de Paul Féval (dont c'est la 8e version filmée hors théâtre, sur 10 connues), et quelques-unes des suites imaginées par Paul Féval fils, réalisée par Jean-Pierre Decourt, et diffusée du 20 septembre au 25 octobre 1967 sur la première chaîne de l'ORTF.
Au Québec, elle a été diffusée du 27 juillet au 31 août 1970 sur la chaîne télé de Radio-Canada.

## Synopsis
Cette série de cape et d'épée met en scène les aventures de Lagardère, au sein d'un complot visant à assassiner Philippe de Nevers, cousin du régent de France Philippe d'Orléans.

## Distribution
- Jean Piat : Henri de Lagardère / El Cincelador / Maître Louis / Ésope
- Sacha Pitoëff : Philippe de Gonzague
- Jean-Pierre Darras : Peyrolles
- Michèle Grellier : Aurore de Nevers
- Josée Steiner : Flor de La Cruz
- Marco Perrin : Cocardasse
- Jacques Dufilho : Amable Passepoil
- Dominique Paturel : Chaverny
- Nadine Alari : Blanche de Caylus
- Jean-Michel Dhermay : Philippe de Nevers
- Jacques Balutin : Staupitz
- Raymond Gérôme : Philippe d'Orléans
- Marcel Cuvelier : Philippe V d'Espagne
- Françoise Giret : Jacinta la Basquaise
- Jean-Pierre Carmona : Antoine Laho, son frère
- Michel Vitold : Pedro Y Gomez y Carvajal de Valedira, grand d'Espagne
- Bulle Ogier : Mariquita, sa fille
- Marcelle Hainia : Dame Marthe
- Ferna Claude : Suzon Bernard
- Georges Douking : marquis de Caylus (comme dans la version cinéma de 1959 du Bossu)
- Clément Thierry : Tarannes
- Raoul Billerey (qui tenait déjà un rôle dans la version ciné d'André Hunebelle) : Oriol
- Michel Larivière : Batz
- Guy Fox : Pérez le Navarrais
- Pierre Garin : Escobar
- Jean-Pierre Janic : Pépé "El Matador"
- Rico Lopez : Sanchez "Le Grelé"
- Eric Vasberg : Saldagne
- Lionel Vitrant : Faënza / brigand défilé
- Colette Gérard : la Nivelle
- Ellen Bernsen : comtesse de Montboron
- René Berthier : D'Argenson
- Noëlle Leiris : Martine

## Épisodes
1. Le Petit Parisien
2. Aurore
3. Le Bal du Régent
4. Les Noces du Bossu
5. Le Défilé de Poncarbo
6. La Vengeance de Lagardère

Dans la foulée du succès remporté par la série, la série sortit au cinéma dans un format condensé en deux parties :
1. Les Aventures de Lagardère (1968)
2. Le Bossu (1969)

## Commentaires
- C'est Marcel Jullian, ayant connu l'héritière des deux Paul Féval, père et fils, dans le cadre de son métier de directeur de collection, qui a proposé à la télévision une adaptation de leurs romans et qui a demandé à Jean Piat d'interpréter le rôle principal[2].
- La mini-série de Jean-Pierre Decourt constitue à ce jour la seule adaptation des aventures de Lagardère qui ait croisé les œuvres des deux auteurs homonymes père et fils (c'est d'ailleurs précisé dans son générique). Ainsi, l'enlèvement d'Aurore de Nevers par Gonzague, le déguisement de Lagardère en bourreau, le personnage de Mariquita, appartiennent aux suites imaginées par Paul Féval fils. Sans oublier que le chevalier ne venge pas seulement le duc de Nevers, mais aussi son père né également de l'imagination de Paul Féval fils dans La Jeunesse du Bossu.